# Пакт четырёх
«Пакт четырёх» — международный договор, подписанный представителями Италии, Великобритании, Германии и Франции 15 июля 1933 года в Риме. Договор предполагал политическое сотрудничество между четырьмя державами в Лиге Наций с целью устранения угрозы войны в Европе. Предполагалось, что основные усилия «пакта четырёх» будут направлены на пересмотр некоторых положений Версальских мирных договоров 1919—1920 гг. (как, например, признание равноправия в вооружении за Австрией, Венгрией и Болгарией). Негласно предполагалось, что ревизии подвергнутся и некоторые версальские границы (между Германией и Польшей, а также между Венгрией и её соседями). Договор был ратифицирован только в Италии и не вступил в силу.

## Переговоры по подготовке «пакта четырёх» (март — июль 1933)
Идея «пакта четырёх» западноевропейских великих держав была публично выдвинута премьер-министром Италии Б. Муссолини в октябре 1932 г. В начале 1933 года для обсуждения основ данного проекта в Рим прибыл новый посол Франции А. де Жувенель. Высказывались надежды, что сотрудничество между великими державами могло бы снять напряжённость между ними и снизить вероятность новой европейской войны. В начале марта 1933 года в Рим прибыл премьер-министр Великобритании Дж. Макдональд, также поддержавший идею «пакта четырёх».
18 марта 1933 года дуче направил Франции, Великобритании и Германии приглашение сформировать вместе с Италией «директорию», которая должна была взять на себя решение международных проблем в Европе. Все приглашённые стороны высказали свою заинтересованность в начале переговоров на основе проекта Муссолини. Проектом устанавливалась возможность пересмотра мирных договоров «законными путями» согласно статье 19 устава Лиги наций. Подтверждалось равенство прав Германии и её бывших союзников (Австрии, Венгрии и Болгарии) в области вооружений. Остальные положения требовали согласования политики четырёх держав по всем спорным международным вопросам в Европе и за её пределами.
Итальянский проект «Пакта четырёх» был с восторгом встречен Германией, квалифицировавшей его, как «гениальную концепцию, которая могла бы обеспечить выход из нынешней трудной политической ситуации». Он был поддержан так же администрацией США, назвавшей этот документ «добрым предзнаменованием».
Идея «пакта четырёх», однако, вызвала жёсткую критику Польши, стран Малой Антанты (Чехословакия, Румыния, Югославия) и СССР. Более того, противники «пакта» начали активные консультации, которые, привели к подписанию Лондонской конвенции об определении агрессии в начале июля 1933 года. Франция, опасаясь распада своей системы альянсов с Польшей и Малой Антантой, летом 1933 года отказалась от поддержки принципа пересмотра границ в пользу Германии и Венгрии. Благодаря потеплению отношений между центральноевропейскими союзниками Франции и СССР (и одновременному обострению отношений между Берлином и Москвой и прекращению их рапалльского сотрудничества), французские дипломаты начали выдвигать осенью 1933 года идею заключения «Восточного Локарно», связывающего Францию и СССР (частично эта идея была осуществлена в 1935 году, когда были подписаны франко-советский и советско-чехословацкий договоры).

## Реакция СССР на «пакт четырёх»
Выражая своё недовольство по поводу «пакта четырёх», Москва прежде всего указывала, что её не устраивало то, что СССР был оставлен за рамками такого крупного соглашения. «Без нас — следовательно, против нас», — намекали сотрудники НКИД СССР французским дипломатам. Вместе с тем, советская дипломатия давала понять, что некоторые составляющие «пакта четырёх» её устраивали: так, Москва не возражала против изменения границ между Венгрией (и Италией) с одной стороны и Малой Антантой — с другой стороны.
В то же время, касаясь идеи пересмотра границ на Южной Балтике (между Германией, Польшей и прибалтийскими странами), наркоминдел М. Литвинов заявлял, что СССР не хочет смотреть «безучастно» на данный процесс. Советское понимание «участия» СССР в пересмотре балтийских границ было раскрыто тайным эмиссаром Кремля в Варшаве Карлом Радеком летом 1933 года. По поручению И. Сталина, Радек предложил полякам план, по которому Польша бы аннексировала Литву, а Советский Союз получил бы другие компенсации. Вместе с тем, польский диктатор Ю. Пилсудский не принял это предложение, которое подразумевало возвращение Германии Данцигского коридора в обмен на Литву.

## Реакция малых стран Восточной и Центральной Европы
Страны Малой Антанты и Турция в ответ на идею «Пакта четырёх» 4 июля 1933 года подписали конвенцию об определении агрессии (этот документ также подписал СССР).

## Провал идеи «пакта четырёх» (лето — осень 1933)
Лишённый своего первоначального ревизионистского посыла и приведённый в соответствие с Уставом Лиги Наций, 7 июня 1933 года текст «пакта четырёх» был парафирован и через месяц подписан. Однако, ввиду того, что в нём игнорировались территориальные претензии Германии (а также Венгрии), и ввиду активизации советско-французских отношений, сотрудничество в рамках «пакта четырёх» с западными великими державами потеряло свою привлекательность для Берлина. После объявления Германией о выходе из конференции по разоружению и из Лиги Наций в октябре 1933 года, отношения между Берлином и другими членами пакта ещё более обострились, и проект «европейской директории» был снят с повестки дня.